# Hilary Kole
| Hilary Kole                               | Hilary Kole                               |
| Kattints az alábbi külső linkek egyikére! | Kattints az alábbi külső linkek egyikére! |
| ----------------------------------------- | ----------------------------------------- |
| Nem található szabad kép.(?)              |                                           |
| külső link · jogvédett                    | Hilary Kole                               |

Hilary Kole (1976/1977 –) amerikai énekes, zeneszerző.

## Pályafutása
Zenész-énekes családból származik: nagyanyja klasszikus zenész és szórakoztatóipari ügynök, apja, Robert Kole, egykor Broadway-darabok sikeres színésze (többek között a West Side Story eredeti produkciójában játszott), énekesként és beszédoktatóként dolgozott.
Ötéves  korában kezdett el zongorázni és énekelni. Tizenkét éves korától hat éven át nyaranta a Walden School fiatal zenészeknek-zeneszerzőknek rendezett táborába járt a New Hampshire-i Dublinban. Klasszikus műveket, köztük vonósnégyeseket és fúvósötösöket írt. Alkotásaival háromszor is elnyerte a National Federation of Music díját, tizenhét éves korában pedig Piano Trio No.1 című kompozíciójáért Delius-díjat kapott.
A középiskola elvégzése után egy szemeszteren keresztül jogot hallgatott a State University of New York (New York-i Állami Egyetem) New Paltz-i kampuszán, majd jelentkezett a Manhattan School of Musicba, ahova az Oakley Foundation ösztöndíját elnyerve jutott be dzsesszzeneszerzés szakra. Itt klasszikus zenekarok helyett már big bandeknek írt zenét, és a dzsesszkórus tagja lett. A kórus vezetője, Jackie Presti ajánlotta be a New York-i Rockefeller Centerben található zenés klubba, a Rainbow Roomba. 20-21 évével ő lett a legfiatalabb énekes, aki valaha is fellépett a nagymúltú szórakozóhelyen. Másfél évig heti hat éjszaka dolgozott a klubban annak 1999-es bezárásáig, repertoárja mintegy száz dalosra bővült.
A munka nélkül maradt Kole a Rainbow Roomban megismert Christopher Ginesszal és Eric Comstockkal egy Frank Sinatra dalain alapuló zenés estet állított össze. Az Our Sinatra először a New York-i Algonquin Hotel Oak Roomjában futott, majd a Blue Angel Theatre-be került át, ahol négy éven át összesen 1331 előadást ért meg. Az estet az Egyesült Államok más városaiban is előadták.
2003-ban a New York-i Birdland dzsesszklub tulajdonosa, Gianni Valenti a produkció felújítására kérte Kole-t és társait. Az Our Sinatra egy hétig volt főműsoron, és további fél éven át adták elő korábbi időpontokban. Valenti egy újabb zenés estet rendelt a hármastól, amely a Singing Astaire címet kapta és egy éven át volt műsoron. Kole ekkor kezdett bele egy önálló est megírásába is, amellyel szintén a Birdlandben lépett fel.
Kole első koncerttermi fellépése a New York-i Lincoln Centerben volt az American Songbook Series keretében Jonathan Schwartzcal közösen.
Kole többek között az umbriai, a montreali és a nairni dzsesszfesztiválok vendége volt.
Első lemeze, a Haunted Heart 2009-ben jelent meg. Második lemezén, a 2010-es You Are There (Duets) címűn olyan zongoristákkal működött együtt, mint Hank Jones, Cedar Walton, Kenny Barron, Dave Brubeck, Benny Green, és Steve Kuhn.
Bár Kole stílusában a dzsessz a meghatározó – ő maga Peggy Lee, Julie London, Carmen McRae, Sarah Vaughan és Ella Fitzgerald munkásságát említi forrásai között –, változatos zenei háttere (klasszikus, dzsessz, big band, zenés színház, kabaré) miatt a róla írt kritikák gyakran foglalkoznak azzal, mennyire nevezhető valódi dzsesszénekesnek. Kole-t nem zavarja, ha valaki nem szívesen sorolja ebbe a stílusba, megelégszik a popénekes megnevezéssel is (ami a magyartól eltérően az angolszász szóhasználatban egyszerűen népszerű zenei előadót jelent, a stílus behatárolása nélkül):
Popénekesnek tartom magam. De leginkább az 1918-1950 közötti zenét szeretem. A világ legjobb zenészeivel szeretem magam körülvenni, és számomra ők a dzsesszzenészek. A dzsesszzenészek hihetetlen inspirációt jelentenek. […] Sokan úgy vélik, a dzsessz és a kabaré kereszteződésében állok. Vagy a kabaré, a zenés színház és a dzsessz kereszteződésében. Nekem csak az a fontos, hogy megtaláljam azt a zenét, amihez hozzá tudok tenni valamit.

## Lemezei
- Haunted Heart (Justin Time, 2009)
- You Are There (Justin Time, 2010)
- Moments Like This (2011)
- A Self-Portrait (Miranda Music, 2014)
- The Judy Garland Project (Miranda Music, 2016)